# William B. Saxbe
William Bart Saxbe, född 24 juni 1916 i Mechanicsburg, Ohio, död 24 augusti 2010 i Mechanicsburg, Ohio, var en amerikansk republikansk politiker.
Han deltog både i andra världskriget och i Koreakriget. Han avlade juristexamen vid University of Ohio 1948 och arbetade senare som advokat i Columbus, Ohio.
Saxbe var ledamot av USA:s senat 1969-1974. Han tjänstgjorde som USA:s justitieminister 1974-1975 och som amerikansk ambassadör i Indien 1975-1977. Därefter återvände han till sin födelsestad Mechanicsburg för att fortsätta sin karriär som advokat.